# Harry Duckworth
Harry Duckworth là một cầu thủ bóng đá người Anh thi đấu ở vị trí tiền đạo tầm xa.